# Torbjörn Hederström
Sten Torbjörn Hederström, född 30 april 1918 i Kiruna, död 3 april 2009 i Santiago, Chile, var en svensk företagsledare och jägmästare i tredje generationen. Han var professor i skogsekonomi och FAO:s regionalexpert för Latinamerika.
Han var son till överjägmästaren Sune Hederström och Elin Petersson, bror till Bo Hederström och Marianne Greenwood samt morbror till Christer Hederström.
Efter studentexamen i Härnösand 1938 studerade han vid Skogshögskolan i Stockholm där han tog jägmästarexamen 1944. Han blev försöksledare för skogliga arbetsstudier 1944, direktörsassistent och biträdande affärsledare för olika skogsägarföreningar 1947–1963, rådgivande FAO-expert FN Chile 1963 och vice VD Cia Agricula y Forestal Copihue (Tändsticksbolaget) Talca Chile från 1965. Han var VD i Tändsticksbolagets skogsbolag och återvände sedan till FAO där han arbetade internationellt. Han drev också eget företag i Chile. Han skrev uppsatser i svenska och utländska facktidskrifter.
Torbjörn Hederström var gift första gången 1944–1949 med tandläkaren Solveig Nilsson (1920–2005), andra gången 1949–1970 med Ruth Palmgren (1925–1994) och tredje gången 1978 med Juany Sarah Michel (född 1936). Barn: Internationell företagsledare och ekonom Stefan Robert Hederström (född 1950).